# 反修站
反修站位于内蒙古自治区阿拉善盟额济纳旗境内，是清绿铁路一个中间车站，距建国营站13公里，是清绿铁路早期的终点站。